# Joel Pohjanpalo
Joel Julius Ilmari Pohjanpalo (Helsinki, 13 settembre 1994) è un calciatore finlandese, attaccante del Palermo e della nazionale finlandese.

## Biografia
Sposatosi nel giugno 2022 al Château Saint-Jeannet di Nizza con la tedesca Catharina Gericksen, il 7 aprile 2024 diventa padre di Penelope, nata a Venezia.

## Caratteristiche tecniche
Attaccante mobile e potente, è dotato di discreta tecnica con entrambi i piedi e buon fiuto per il gol. Grazie al fisico imponente è anche in grado di far salire la squadra, risultando spesso uomo-assist.
Nel corso della sua carriera è stato vittima di diversi infortuni che ne hanno condizionato pesantemente il rendimento.

## Carriera

### Club

#### Gli esordi
Inizia a giocare a calcio nel vivaio del'PK-35 Vantaa, dove entra all'età di 5 anni, nel 1999.
Nel 2006 approda nel settore giovanile dell'HJK, dove compie tutta la trafila nelle compagini giovanili. Nel 2011 approda, sedicenne, alla squadra riserve del club (Klubi-04). 
Debutta con l'HJK il 26 ottobre 2011 partendo da titolare in campionato contro il RoPS. Il 13 gennaio 2012 esordisce in Coppa di Finlandia contro il Lahti. La settimana seguente, sempre in tale competizione, realizza i suoi primi due gol da calciatore professionista, ai danni del MyPa. il 15 aprile, alla prima giornata di campionato e in meno di tre minuti, realizza una tripletta contro l'IFK Mariehamn. Finisce la stagione 2012 con 38 presenze e 16 reti complessive, recitando un ruolo da protagonista per la vittoria della Veikkausliiga.
Il 17 luglio 2012 esordisce in UEFA Champions League, segnando una doppietta nella partita dei preliminari vinta dall'HJK per 7-0 contro il KR Reykjavík. Il 30 agosto seguente realizza, invece, una rete nella partita di Europa League pareggiata per 3-3 contro l'Athletic Bilbao. Nonostante il buon avvio, l'annata risulterà essere difficile per il finlandese, che conclude con 8 reti in 30 partite totali.

#### Bayer Leverkusen e vari prestiti
Il 2 settembre 2013 il Bayer Leverkusen comunica di aver acquistato il giocatore. Viene subito ceduto in prestito annuale all'Aalen, in seconda serie tedesca, con il quale debutta il 18 ottobre seguente, nella partita vinta 3-0 contro l'Arminia Bielefeld. Dopo quasi tre mesi senza segnare, il 7 febbraio 2014 realizza una rete in campionato ai danni dell'Erzgebirge Aue. Termina la stagione con 5 gol in 22 partite giocate.
Il 2 luglio 2014 viene ceduto in prestito biennale al Fortuna Düsseldorf, sempre in seconda serie. Il 1º agosto gioca da titolare la prima giornata di campionato contro l'Eintracht Braunschweig. Il 21 settembre realizza, da subentrato, la rete della vittoria contro l'Heidenheim. Va poi a segno per tre partite consecutive, tra cui una tripletta siglata ai danni del Darmstadt. Conclude l'annata con 11 marcature in 31 presenze. La stagione seguente è meno fortunata: saranno solo due le reti segnate (Eintracht Braunschweig e Duisburg) in 28 presenze totali.
Tornato a Leverkusen, viene inserito in prima squadra con la maglia n° 17. Il 26 agosto 2016 debutta in Bundesliga contro il Borussia M'gladbach, realizzando una rete. Il 10 settembre sigla la sua prima tripletta con la squadra, nella vittoria per 3-1 ai danni dell'Amburgo. A causa della forte concorrenza nel reparto offensivo, chiude la sua prima annata in maglia rossonera con un bilancio di sole 13 presenze (di cui 2 in UEFA Champions League) e 6 gol. Nella stagione seguente, il 23 marzo 2018, subisce un infortunio all'articolazione della caviglia che lo costringe a rimanere fuori dai campi di gioco per 552 giorni. Viene nuovamente convocato il 28 settembre 2019, per la partita vinta 3-0 contro l'Augusta. Il 26 ottobre seguente torna a giocare per l'ultimo minuto dell'incontro giocato contro il Werder Brema.
Il 24 gennaio 2020 viene mandato in prestito semestrale all'Amburgo, in seconda divisione. Il 3 febbraio realizza la sua prima rete con l'Amburgo, contro il Bochum. Chiude la parentesi amburghese con un bilancio di 14 presenze e 9 gol. 
Dopo aver collezionato una sola presenza in campionato con il Bayer, il 30 settembre 2020 viene prestato all'Union Berlino, sempre in massima serie. Il 2 ottobre segna il primo gol con l'Union, nella vittoria delle contro il Magonza, mentre il 24 aprile 2021 sigla la sua prima tripletta con i berlinesi, ai danni del Wolfsburg. Termina la stagione con 6 reti in 20 presenze, contribuendo al settimo posto finale in campionato, che vale la qualificazione del club alla prima edizione della Conference League.
Tornato inizialmente al Bayer, mette a referto solo 3 presenze e il 5 settembre 2021 viene ceduto in prestito annuale ai turchi del Çaykur Rizespor. Il 3 ottobre seguente segna i suoi primi due gol con il club, nella sconfitta interna per 2-3 contro il Galatasaray. Conclude la stagione con 16 reti in 33 presenze complessive.
Terminato il prestito, il 30 luglio 2022 indossa nuovamente la maglia del Bayer, venendo impiegato solo in un incontro di Coppa di Germania e una partita di campionato.

#### Venezia
Il 19 agosto 2022 viene acquistato a titolo definitivo dal Venezia. Due giorni dopo debutta in Serie B, in occasione della seconda giornata di campionato,nella partita vinta per 1-2 sul campo del Südtirol. Il 1º ottobre segna il suo primo gol italiano, firmando il momentaneo pareggio in casa del Cagliari, in occasione della gara poi vinta per 4-1. Il 1º maggio 2023, sigla un poker nella vittoria per 5-0 ai danni del Modena. Conclude la stagione con 19 reti e sette assist, vincendo il titolo di MVP della Serie B nei mesi di aprile e maggio, diventando il primo calciatore nella storia del torneo a vincere due titoli di MVP consecutivi.
Il 13 settembre 2023 rinnova il proprio contratto con il club fino al 2027. Il 14 gennaio 2024 mette a segno la prima tripletta italiana, nel successo per 5-3 contro la Sampdoria. Conclude la sua seconda stagione in Italia con 22 gol, laureandosi capocannoniere del campionato e conducendo il suo club alla promozione in Serie A, a seguito della vittoria dei playoff.
In seguito al ritiro del capitano e bandiera Marco Modolo, viene nominato capitano della squadra. Costretto a saltare le prime partite per via di un infortunio alla coscia destra, il 30 agosto 2024 esordisce in Serie A da titolare nella sconfitta interna contro il Torino. Il 21 settembre seguente segna la sua prima rete nella massima serie italiana, firmando il 2-0 finale nel successo dei lagunari contro il Genoa, dopo aver sbagliato un rigore nella medesima partita. Il Doge di Venezia, così come viene soprannominato dai tifosi, conclude l'esperienza veneta con 48 reti in 96 partite totali, risultando il sesto miglior marcatore e il miglior capitano nella storia del club.

#### Palermo
Il 3 febbraio 2025, ultimo giorno del calciomercato invernale, viene acquistato a titolo definitivo dal Palermo, militante in serie B, per 5,5 milioni. Il 9 febbraio esordisce con i rosanero da titolare nella partita in casa dello Spezia, pareggiata per 2-2. Sette giorni dopo realizza il suo primo gol per il Palermo, segnando dal dischetto il gol del definitivo 2-2 casalingo contro il Mantova. Segna la sua prima tripletta in maglia rosanero il 6 aprile, nella sfida casalinga vinta per 5-3 contro la capolista Sassuolo, realizzando nella stessa partita anche un assist e favorendo un autogol.

### Nazionale
Il 5 giugno 2012 debutta con la nazionale Under-21 finlandese, nella partita pareggiata per 1-1 contro i pari età della Slovenia, valevole per le qualificazioni al campionato europeo di categoria del 2013. Quattro giorni dopo realizza una rete nell'incontro perso contro l'Ucraina (1-2). 
Il 14 novembre seguente esordisce con la nazionale maggiore, nell'amichevole vinta per 3-0 ai danni del Cipro. Il 5 marzo 2014 segna il suo primo gol in nazionale, in una partita amichevole vinta contro l'Ungheria. Inserito dal commissario tecnico Markku Kanerva nella lista dei convocati per il campionato d'Europa 2020, il 12 giugno 2021, nella prima partita del gruppo B contro la Danimarca, realizza il primo storico gol della Finlandia nel torneo continentale, che vale anche la vittoria dell'incontro per 1-0.

## Statistiche

### Presenze e reti nei club
Statistiche aggiornate al 17 maggio 2025.
| Stagione                  | Squadra                   | Campionato                | Campionato | Campionato | Coppe nazionali | Coppe nazionali | Coppe nazionali | Coppe continentali | Coppe continentali | Coppe continentali | Altre coppe | Altre coppe | Altre coppe | Totale | Totale |
| Stagione                  | Squadra                   | Comp                      | Pres       | Reti       | Comp            | Pres            | Reti            | Comp               | Pres               | Reti               | Comp        | Pres        | Reti        | Pres   | Reti   |
| ------------------------- | ------------------------- | ------------------------- | ---------- | ---------- | --------------- | --------------- | --------------- | ------------------ | ------------------ | ------------------ | ----------- | ----------- | ----------- | ------ | ------ |
| 2010                      | Klubi 04                  | KL                        | 1          | 0          | SC              | -               | -               | -                  | -                  | -                  | -           | -           | -           | 1      | 0      |
| 2011                      | Klubi 04                  | KL                        | 23+2       | 33+0       | SC              | -               | -               | -                  | -                  | -                  | -           | -           | -           | 25     | 33     |
| Totale Klubi-04           | Totale Klubi-04           | Totale Klubi-04           | 24+2       | 33         |                 | 0               | 0               |                    | -                  | -                  |             | -           | -           | 26     | 33     |
| ott. 2011                 | HJK                       | VL                        | 1          | 0          | SC+CdL          | -               | -               | -                  | -                  | -                  | -           | -           | -           | 1      | 0      |
| 2012                      | HJK                       | VL                        | 28         | 11         | SC+CdL          | 2+8             | 1+4             | UCL+UEL            | 3+1                | 2+1                | -           | -           | -           | 42     | 19     |
| 2013                      | HJK                       | VL                        | 21         | 5          | SC+CdL          | 2+3             | 0               | UCL                | 2                  | 0                  | -           | -           | -           | 28     | 5      |
| Totale HJK                | Totale HJK                | Totale HJK                | 50         | 16         |                 | 15              | 5               |                    | 6                  | 3                  |             | -           | -           | 71     | 24     |
| set. 2013-2014            | Aalen                     | ZL                        | 22         | 5          | CG              | -               | -               | -                  | -                  | -                  | -           | -           | -           | 22     | 5      |
| 2014-2015                 | Fortuna Düsseldorf        | ZL                        | 29         | 11         | CG              | 1               | 0               | -                  | -                  | -                  | -           | -           | -           | 30     | 11     |
| 2015-2016                 | Fortuna Düsseldorf        | ZL                        | 26         | 2          | CG              | 2               | 0               | -                  | -                  | -                  | -           | -           | -           | 28     | 2      |
| Totale Fortuna Düsseldorf | Totale Fortuna Düsseldorf | Totale Fortuna Düsseldorf | 55         | 13         |                 | 3               | 0               |                    | -                  | -                  |             | -           | -           | 58     | 13     |
| 2016-2017                 | Bayer Leverkusen          | BL                        | 11         | 6          | GC              | -               | -               | UCL                | 2                  | 0                  | -           | -           | -           | 13     | 6      |
| 2017-2018                 | Bayer Leverkusen          | BL                        | 7          | 1          | CG              | 1               | 1               | -                  | -                  | -                  | -           | -           | -           | 8      | 2      |
| 2018-2019                 | Bayer Leverkusen          | BL                        | -          | -          | CG              | -               | -               | UEL                | -                  | -                  | -           | -           | -           | 0      | 0      |
| 2019-gen. 2020            | Bayer Leverkusen          | BL                        | 1          | 0          | CG              | 0               | 0               | UCL+UEL            | 0                  | 0                  | -           | -           | -           | 1      | 0      |
| gen.-giu. 2020            | Amburgo                   | ZL                        | 14         | 9          | CG              | -               | -               | -                  | -                  | -                  | -           | -           | -           | 14     | 9      |
| ago.-set. 2020            | Bayer Leverkusen          | BL                        | 1          | 0          | CG              | -               | -               | -                  | -                  | -                  | -           | -           | -           | 1      | 0      |
| set. 2020-2021            | Union Berlino             | BL                        | 19         | 6          | CG              | -               | -               | -                  | -                  | -                  | -           | -           | -           | 19     | 6      |
| ago. 2021                 | Bayer Leverkusen          | BL                        | 2          | 0          | CG              | 1               | 0               | UEL                | -                  | -                  | -           | -           | -           | 3      | 0      |
| 2021-2022                 | Çaykur Rizespor           | SL                        | 33         | 16         | TK              | -               | -               | -                  | -                  | -                  | -           | -           | -           | 33     | 16     |
| ago. 2022                 | Bayer Leverkusen          | BL                        | 1          | 0          | CG              | 1               | 0               | UCL+UEL            | -                  | -                  | -           | -           | -           | 2      | 0      |
| Totale Bayer Leverkusen   | Totale Bayer Leverkusen   | Totale Bayer Leverkusen   | 23         | 7          |                 | 3               | 1               |                    | 2                  | 0                  |             | -           | -           | 28     | 8      |
| 2022-2023                 | Venezia                   | B                         | 37+1       | 19+0       | CI              | -               | -               | -                  | -                  | -                  | -           | -           | -           | 38     | 19     |
| 2023-2024                 | Venezia                   | B                         | 33+4       | 22+0       | CI              | 1               | 1               | -                  | -                  | -                  | -           | -           | -           | 38     | 23     |
| 2024-feb. 2025            | Venezia                   | A                         | 20         | 6          | CI              | -               | -               | -                  | -                  | -                  | -           | -           | -           | 20     | 6      |
| Totale Venezia            | Totale Venezia            | Totale Venezia            | 90+5       | 47         |                 | 1               | 1               |                    | -                  | -                  |             | -           | -           | 96     | 48     |
| feb.-giu. 2025            | Palermo                   | B                         | 14+1       | 9+0        | CI              | -               | -               | -                  | -                  | -                  | -           | -           | -           | 15     | 9      |
| Totale carriera           | Totale carriera           | Totale carriera           | 344+8      | 161        |                 | 22              | 7               |                    | 8                  | 3                  |             | -           | -           | 382    | 171    |

### Cronologia presenze e reti in nazionale
| Cronologia completa delle presenze e delle reti in nazionale ― Finlandia | Cronologia completa delle presenze e delle reti in nazionale ― Finlandia | Cronologia completa delle presenze e delle reti in nazionale ― Finlandia | Cronologia completa delle presenze e delle reti in nazionale ― Finlandia | Cronologia completa delle presenze e delle reti in nazionale ― Finlandia | Cronologia completa delle presenze e delle reti in nazionale ― Finlandia | Cronologia completa delle presenze e delle reti in nazionale ― Finlandia | Cronologia completa delle presenze e delle reti in nazionale ― Finlandia |
| Data                                                                     | Città                                                                    | In casa                                                                  | Risultato                                                                | Ospiti                                                                   | Competizione                                                             | Reti                                                                     | Note                                                                     |
| ------------------------------------------------------------------------ | ------------------------------------------------------------------------ | ------------------------------------------------------------------------ | ------------------------------------------------------------------------ | ------------------------------------------------------------------------ | ------------------------------------------------------------------------ | ------------------------------------------------------------------------ | ------------------------------------------------------------------------ |
| 14-11-2012                                                               | Nicosia                                                                  | Cipro                                                                    | 0 – 3                                                                    | Finlandia                                                                | Amichevole                                                               | -                                                                        | 70’                                                                      |
| 14-8-2013                                                                | Turku                                                                    | Finlandia                                                                | 2 – 0                                                                    | Slovenia                                                                 | Amichevole                                                               | -                                                                        | 79’ 85’                                                                  |
| 5-3-2014                                                                 | Győr                                                                     | Ungheria                                                                 | 1 – 2                                                                    | Finlandia                                                                | Amichevole                                                               | 1                                                                        | 64’                                                                      |
| 21-5-2014                                                                | Helsinki                                                                 | Finlandia                                                                | 2 – 2                                                                    | Rep. Ceca                                                                | Amichevole                                                               | -                                                                        | 71’                                                                      |
| 29-5-2014                                                                | Ventspils                                                                | Finlandia                                                                | 0 – 1                                                                    | Lituania                                                                 | Coppa del Baltico 2014                                                   | -                                                                        | 73’                                                                      |
| 31-5-2014                                                                | Ventspils                                                                | Estonia                                                                  | 0 – 2                                                                    | Finlandia                                                                | Coppa del Baltico 2014                                                   | -                                                                        | 89’                                                                      |
| 7-9-2014                                                                 | Tórshavn                                                                 | Fær Øer                                                                  | 1 – 3                                                                    | Finlandia                                                                | Qual. Euro 2016                                                          | -                                                                        | 89’                                                                      |
| 11-10-2014                                                               | Helsinki                                                                 | Finlandia                                                                | 1 – 1                                                                    | Grecia                                                                   | Qual. Euro 2016                                                          | -                                                                        | 70’                                                                      |
| 14-10-2014                                                               | Helsinki                                                                 | Finlandia                                                                | 0 – 2                                                                    | Romania                                                                  | Qual. Euro 2016                                                          | -                                                                        | 64’                                                                      |
| 14-11-2014                                                               | Budapest                                                                 | Ungheria                                                                 | 1 – 0                                                                    | Finlandia                                                                | Qual. Euro 2016                                                          | -                                                                        | 65’                                                                      |
| 18-11-2014                                                               | Žilina                                                                   | Slovacchia                                                               | 2 – 1                                                                    | Finlandia                                                                | Amichevole                                                               | -                                                                        | 46’                                                                      |
| 29-3-2015                                                                | Belfast                                                                  | Irlanda del Nord                                                         | 2 – 1                                                                    | Finlandia                                                                | Qual. Euro 2016                                                          | -                                                                        | 43’ 70’                                                                  |
| 9-6-2015                                                                 | Turku                                                                    | Finlandia                                                                | 0 – 2                                                                    | Estonia                                                                  | Amichevole                                                               | -                                                                        | 46’                                                                      |
| 13-6-2015                                                                | Helsinki                                                                 | Finlandia                                                                | 0 – 1                                                                    | Ungheria                                                                 | Qual. Euro 2016                                                          | -                                                                        | 85’                                                                      |
| 4-9-2015                                                                 | Il Pireo                                                                 | Grecia                                                                   | 0 – 1                                                                    | Finlandia                                                                | Qual. Euro 2016                                                          | 1                                                                        | 67’                                                                      |
| 7-9-2015                                                                 | Helsinki                                                                 | Finlandia                                                                | 1 – 0                                                                    | Fær Øer                                                                  | Qual. Euro 2016                                                          | 1                                                                        | 90+3’                                                                    |
| 8-10-2015                                                                | Bucarest                                                                 | Romania                                                                  | 1 – 1                                                                    | Finlandia                                                                | Qual. Euro 2016                                                          | 1                                                                        | 49’ 77’                                                                  |
| 11-10-2015                                                               | Helsinki                                                                 | Finlandia                                                                | 1 – 1                                                                    | Irlanda del Nord                                                         | Qual. Euro 2016                                                          | -                                                                        |                                                                          |
| 26-3-2016                                                                | Breslavia                                                                | Polonia                                                                  | 5 – 0                                                                    | Finlandia                                                                | Amichevole                                                               | -                                                                        | 62’                                                                      |
| 1-6-2016                                                                 | Bruxelles                                                                | Belgio                                                                   | 1 – 1                                                                    | Finlandia                                                                | Amichevole                                                               | -                                                                        | 68’                                                                      |
| 31-8-2016                                                                | Mönchengladbach                                                          | Germania                                                                 | 2 – 0                                                                    | Finlandia                                                                | Amichevole                                                               | -                                                                        | 72’                                                                      |
| 5-9-2016                                                                 | Turku                                                                    | Finlandia                                                                | 1 – 1                                                                    | Kosovo                                                                   | Qual. Mondiali 2018                                                      | -                                                                        |                                                                          |
| 24-3-2017                                                                | Adalia                                                                   | Turchia                                                                  | 2 – 0                                                                    | Finlandia                                                                | Qual. Mondiali 2018                                                      | -                                                                        | 72’                                                                      |
| 28-3-2017                                                                | Innsbruck                                                                | Austria                                                                  | 1 – 1                                                                    | Finlandia                                                                | Amichevole                                                               | -                                                                        | 58’                                                                      |
| 7-6-2017                                                                 | Turku                                                                    | Finlandia                                                                | 1 – 1                                                                    | Liechtenstein                                                            | Amichevole                                                               | -                                                                        |                                                                          |
| 11-6-2017                                                                | Tampere                                                                  | Finlandia                                                                | 1 – 2                                                                    | Ucraina                                                                  | Qual. Mondiali 2018                                                      | 1                                                                        | 68’                                                                      |
| 6-10-2017                                                                | Fiume                                                                    | Croazia                                                                  | 1 – 1                                                                    | Finlandia                                                                | Qual. Mondiali 2018                                                      | -                                                                        |                                                                          |
| 9-10-2017                                                                | Turku                                                                    | Finlandia                                                                | 2 – 2                                                                    | Turchia                                                                  | Qual. Mondiali 2018                                                      | 1                                                                        |                                                                          |
| 9-11-2017                                                                | Helsinki                                                                 | Finlandia                                                                | 3 – 0                                                                    | Estonia                                                                  | Amichevole                                                               | -                                                                        |                                                                          |
| 23-3-2018                                                                | Belek                                                                    | Finlandia                                                                | 0 – 0                                                                    | Macedonia                                                                | Amichevole                                                               | -                                                                        | 48’                                                                      |
| 12-10-2019                                                               | Zenica                                                                   | Bosnia ed Erzegovina                                                     | 4 – 1                                                                    | Finlandia                                                                | Qual. Euro 2020                                                          | 1                                                                        | 46’                                                                      |
| 15-10-2019                                                               | Turku                                                                    | Finlandia                                                                | 3 – 0                                                                    | Armenia                                                                  | Qual. Euro 2020                                                          | -                                                                        | 53’                                                                      |
| 3-9-2020                                                                 | Helsinki                                                                 | Finlandia                                                                | 0 – 1                                                                    | Galles                                                                   | UEFA Nations League 2020-2021 - 1º turno                                 | -                                                                        |                                                                          |
| 6-9-2020                                                                 | Dublino                                                                  | Irlanda                                                                  | 0 – 1                                                                    | Finlandia                                                                | UEFA Nations League 2020-2021 - 1º turno                                 | -                                                                        | 63’                                                                      |
| 7-10-2020                                                                | Danzica                                                                  | Polonia                                                                  | 5 – 1                                                                    | Finlandia                                                                | Amichevole                                                               | -                                                                        | 62’                                                                      |
| 11-10-2020                                                               | Helsinki                                                                 | Finlandia                                                                | 2 – 0                                                                    | Bulgaria                                                                 | UEFA Nations League 2020-2021 - 1º turno                                 | -                                                                        | 65’                                                                      |
| 14-10-2020                                                               | Helsinki                                                                 | Finlandia                                                                | 1 – 0                                                                    | Irlanda                                                                  | UEFA Nations League 2020-2021 - 1º turno                                 | -                                                                        | 81’                                                                      |
| 15-11-2020                                                               | Sofia                                                                    | Bulgaria                                                                 | 1 – 2                                                                    | Finlandia                                                                | UEFA Nations League 2020-2021 - 1º turno                                 | -                                                                        | 35’                                                                      |
| 24-3-2021                                                                | Helsinki                                                                 | Finlandia                                                                | 2 – 2                                                                    | Bosnia ed Erzegovina                                                     | Qual. Mondiali 2022                                                      | -                                                                        | 77’                                                                      |
| 28-3-2021                                                                | Kiev                                                                     | Ucraina                                                                  | 1 – 1                                                                    | Finlandia                                                                | Qual. Mondiali 2022                                                      | -                                                                        | 68’                                                                      |
| 31-3-2021                                                                | San Gallo                                                                | Svizzera                                                                 | 3 – 2                                                                    | Finlandia                                                                | Amichevole                                                               | 2                                                                        | 77’                                                                      |
| 4-6-2021                                                                 | Helsinki                                                                 | Finlandia                                                                | 0 – 1                                                                    | Estonia                                                                  | Amichevole                                                               | -                                                                        | 61’                                                                      |
| 12-6-2021                                                                | Copenaghen                                                               | Danimarca                                                                | 0 – 1                                                                    | Finlandia                                                                | Euro 2020 - 1º turno                                                     | 1                                                                        | 84’                                                                      |
| 16-6-2021                                                                | San Pietroburgo                                                          | Finlandia                                                                | 0 – 1                                                                    | Russia                                                                   | Euro 2020 - 1º turno                                                     | -                                                                        |                                                                          |
| 21-6-2021                                                                | San Pietroburgo                                                          | Finlandia                                                                | 0 – 2                                                                    | Belgio                                                                   | Euro 2020 - 1º turno                                                     | -                                                                        | 70’                                                                      |
| 1-9-2021                                                                 | Helsinki                                                                 | Finlandia                                                                | 0 – 0                                                                    | Galles                                                                   | Amichevole                                                               | -                                                                        | 73’                                                                      |
| 4-9-2021                                                                 | Helsinki                                                                 | Finlandia                                                                | 1 – 0                                                                    | Kazakistan                                                               | Qual. Mondiali 2022                                                      | 1                                                                        | 80’                                                                      |
| 7-9-2021                                                                 | Décines-Charpieu                                                         | Francia                                                                  | 2 – 0                                                                    | Finlandia                                                                | Qual. Mondiali 2022                                                      | -                                                                        | 73’                                                                      |
| 9-10-2021                                                                | Helsinki                                                                 | Finlandia                                                                | 1 – 2                                                                    | Ucraina                                                                  | Qual. Mondiali 2022                                                      | -                                                                        | 78’                                                                      |
| 12-10-2021                                                               | Astana                                                                   | Kazakistan                                                               | 0 – 2                                                                    | Finlandia                                                                | Qual. Mondiali 2022                                                      | -                                                                        | 33’                                                                      |
| 16-11-2021                                                               | Helsinki                                                                 | Finlandia                                                                | 0 – 2                                                                    | Francia                                                                  | Qual. Mondiali 2022                                                      | -                                                                        | 82’                                                                      |
| 26-3-2022                                                                | Murcia                                                                   | Finlandia                                                                | 1 – 1                                                                    | Islanda                                                                  | Amichevole                                                               | -                                                                        | 73’                                                                      |
| 29-3-2022                                                                | Murcia                                                                   | Finlandia                                                                | 0 – 2                                                                    | Slovacchia                                                               | Amichevole                                                               | -                                                                        | 67’                                                                      |
| 7-6-2022                                                                 | Helsinki                                                                 | Finlandia                                                                | 2 – 0                                                                    | Montenegro                                                               | UEFA Nations League 2022-2023 - 1º turno                                 | 2                                                                        |                                                                          |
| 11-6-2022                                                                | Bucarest                                                                 | Romania                                                                  | 1 – 0                                                                    | Finlandia                                                                | UEFA Nations League 2022-2023 - 1º turno                                 | -                                                                        | 78’                                                                      |
| 14-6-2022                                                                | Zenica                                                                   | Bosnia ed Erzegovina                                                     | 3 – 2                                                                    | Finlandia                                                                | UEFA Nations League 2022-2023 - 1º turno                                 | -                                                                        | 73’                                                                      |
| 23-9-2022                                                                | Helsinki                                                                 | Finlandia                                                                | 1 – 1                                                                    | Romania                                                                  | UEFA Nations League 2022-2023 - 1º turno                                 | -                                                                        | 75’                                                                      |
| 26-9-2022                                                                | Podgorica                                                                | Montenegro                                                               | 0 – 2                                                                    | Finlandia                                                                | UEFA Nations League 2022-2023 - 1º turno                                 | -                                                                        | 46’                                                                      |
| 17-11-2022                                                               | Skopje                                                                   | Macedonia del Nord                                                       | 1 – 1                                                                    | Finlandia                                                                | Amichevole                                                               | -                                                                        | cap. 41’                                                                 |
| 23-3-2023                                                                | Copenaghen                                                               | Danimarca                                                                | 3 – 1                                                                    | Finlandia                                                                | Qual. Euro 2024                                                          | -                                                                        |                                                                          |
| 26-3-2023                                                                | Belfast                                                                  | Irlanda del Nord                                                         | 0 – 1                                                                    | Finlandia                                                                | Qual. Euro 2024                                                          | -                                                                        | 87’                                                                      |
| 16-6-2023                                                                | Helsinki                                                                 | Finlandia                                                                | 2 – 0                                                                    | Slovenia                                                                 | Qual. Euro 2024                                                          | 1                                                                        |                                                                          |
| 19-6-2023                                                                | Helsinki                                                                 | Finlandia                                                                | 6 – 0                                                                    | San Marino                                                               | Qual. Euro 2024                                                          | -                                                                        | 60’                                                                      |
| 7-9-2023                                                                 | Astana                                                                   | Kazakistan                                                               | 0 – 1                                                                    | Finlandia                                                                | Qual. Euro 2024                                                          | -                                                                        |                                                                          |
| 10-9-2023                                                                | Helsinki                                                                 | Finlandia                                                                | 0 – 1                                                                    | Danimarca                                                                | Qual. Euro 2024                                                          | -                                                                        | 62’ 79’                                                                  |
| 14-10-2023                                                               | Lubiana                                                                  | Slovenia                                                                 | 3 – 0                                                                    | Finlandia                                                                | Qual. Euro 2024                                                          | -                                                                        | 46’                                                                      |
| 17-10-2023                                                               | Helsinki                                                                 | Finlandia                                                                | 1 – 2                                                                    | Kazakistan                                                               | Qual. Euro 2024                                                          | -                                                                        |                                                                          |
| 17-11-2023                                                               | Helsinki                                                                 | Finlandia                                                                | 4 – 0                                                                    | Irlanda del Nord                                                         | Qual. Euro 2024                                                          | 1                                                                        | 83’                                                                      |
| 20-11-2023                                                               | Serravalle                                                               | San Marino                                                               | 1 – 2                                                                    | Finlandia                                                                | Qual. Euro 2024                                                          | -                                                                        | 46’                                                                      |
| 21-3-2024                                                                | Cardiff                                                                  | Galles                                                                   | 4 – 1                                                                    | Finlandia                                                                | Qual. Euro 2024                                                          | -                                                                        | 78’                                                                      |
| 26-3-2024                                                                | Helsinki                                                                 | Finlandia                                                                | 2 – 1                                                                    | Estonia                                                                  | Amichevole                                                               | -                                                                        | 77’ 83’                                                                  |
| 7-6-2024                                                                 | Glasgow                                                                  | Scozia                                                                   | 2 – 2                                                                    | Finlandia                                                                | Amichevole                                                               | -                                                                        | 68’                                                                      |
| 7-9-2024                                                                 | Il Pireo                                                                 | Grecia                                                                   | 3 – 0                                                                    | Finlandia                                                                | UEFA Nations League 2024-2025 - 1º turno                                 | -                                                                        | 62’                                                                      |
| 10-10-2024                                                               | Helsinki                                                                 | Finlandia                                                                | 1 – 2                                                                    | Irlanda                                                                  | UEFA Nations League 2024-2025 - 1º turno                                 | 1                                                                        | 78’                                                                      |
| 13-10-2024                                                               | Helsinki                                                                 | Finlandia                                                                | 1 – 3                                                                    | Inghilterra                                                              | UEFA Nations League 2024-2025 - 1º turno                                 | -                                                                        | 63’                                                                      |
| 14-11-2024                                                               | Dublino                                                                  | Irlanda                                                                  | 1 – 0                                                                    | Finlandia                                                                | UEFA Nations League 2024-2025 - 1º turno                                 | -                                                                        | 64’                                                                      |
| 17-11-2024                                                               | Helsinki                                                                 | Finlandia                                                                | 0 – 2                                                                    | Grecia                                                                   | UEFA Nations League 2024-2025 - 1º turno                                 | -                                                                        | cap. 67’                                                                 |
| 21-3-2025                                                                | Ta' Qali                                                                 | Malta                                                                    | 0 – 1                                                                    | Finlandia                                                                | Qual. Mondiali 2026                                                      | -                                                                        | 63’                                                                      |
| 24-3-2025                                                                | Kaunas                                                                   | Lituania                                                                 | 2 – 2                                                                    | Finlandia                                                                | Qual. Mondiali 2026                                                      | 1                                                                        | 61’                                                                      |
| 7-6-2025                                                                 | Helsinki                                                                 | Finlandia                                                                | 0 – 2                                                                    | Paesi Bassi                                                              | Qual. Mondiali 2026                                                      | -                                                                        | 55’                                                                      |
| 10-6-2025                                                                | Helsinki                                                                 | Finlandia                                                                | 2 – 1                                                                    | Polonia                                                                  | Qual. Mondiali 2026                                                      | 1                                                                        | 63’                                                                      |
| Totale                                                                   |                                                                          | Presenze                                                                 | 81                                                                       |                                                                          | Reti (6º posto)                                                          | 18                                                                       |                                                                          |

## Palmarès

### Club

#### Competizioni nazionali
- Campionato finlandese: 2

HJK: 2012, 2013

### Individuale
- Capocannoniere della Serie B: 1

2023-2024 (22 gol)